# Roos en haar Mannen
Roos en haar Mannen is een trio dat de programma's van Villa Achterwerk presenteerde, het kinderblok van VPRO-televisie. Het drietal bestond uit de typetjes Rosalien (Roos) van der Zande, Gert-Jan van Rossum en Willem (Wim) van Oorschot. Scenario en regie werden verzorgd door Ben van der Meyden. Buitenopnamen vonden veelal in Schoonhoven en omgeving plaats. In 2016 kwam het terug op de buis als losstaand programma.
Naast de presentatie heeft het trio ook programma's voor Villa Achterwerk gemaakt, namelijk de Villa Fabriek (1996-2001), Misdaad Gezocht (2002), Villa Hotel (2003-2005) en Villa Studio (2005-2006). In Misdaad Gezocht trokken zij in een grote rode brandweerauto het land in om fictieve misdaden op te lossen en andere avonturen te beleven. De programma's kenmerkten zich door over-the-hill humor, stunts en gasten die op bezoek kwamen. Klappen die Roos aan haar Mannen uitdeelt, ontploffingen en andere korte fragmenten werden in combinatie met geluidseffecten enkele keren kort achter elkaar herhaald.
Op 18 juni 2006 werd de tienjarig jubileum- en tevens afscheidsuitzending uitgezonden, waarin veel personages die de afgelopen jaren langs waren gekomen nog eens langskwamen. Een geplande film is uiteindelijk nooit uitgekomen.
In 2006 was het drietal ook betrokken bij de presentatie van de Gouden Televizier-Ring televisieshow. Ze reikten de Gouden Stuiver uit. In 2015 was er een speciale aflevering voor het kinderprogramma Taarten van Abel. Roos en haar Mannen bakken daarin een taartje voor Siemon.
Op 28 april 2016 kondigde VPRO aan dat Roos en haar Mannen vanaf 4 september 2016 weer terugkomen met een nieuwe serie op NPO Zapp.

## De Rode Knop
Elke aflevering (met uitzondering van de twee uur durende op zondag) eindigde met een druk op de Rode Knop. De Rode Knop schakelde het licht uit. Meestal was Van Rossum degene die op de knop sloeg, maar dit ging niet altijd zonder slag of stoot. De kooi rondom deze knop werd overigens gekocht bij een dump.

## Personages
- Rosalien (Roos) van der Zande (gespeeld door Raymonde de Kuyper)

Roos is altijd gekleed in een rood mantelpakje en is verslaafd aan roze koeken. Zij presenteert het programma.
- Gert Jan van Rossum (gespeeld door Raymond Thiry)

Een van de hulpjes van Roos. Van Rossum is erg chaotisch en hyperactief: vaak vindt hij vreemde apparaten uit waarmee experimenten gedaan worden die volgens hem "helemaal niet gevaarlijk zijn" maar uiteindelijk toch leiden tot ontploffingen. Hij is een fervent verzamelaar van stoepranden en is hij dol op geweld.
- Willem (Wim) van Oorschot (gespeeld door Theo Schouwerwou)

Het andere hulpje van Roos. Van Oorschot is de geluidsman en is erg gehecht aan zijn knuffelbeer Pluis.